# Giulio Ginanni

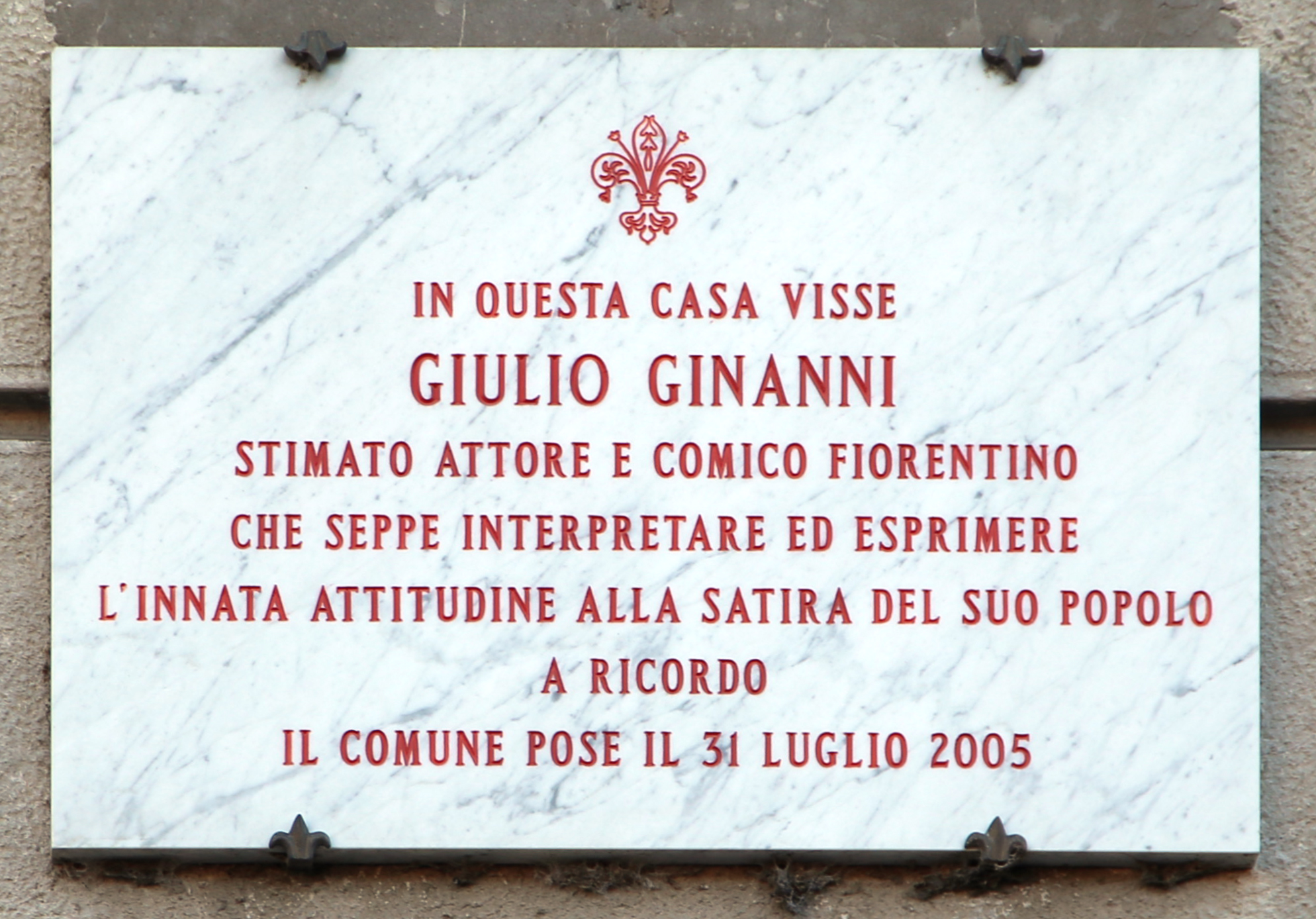
Lapide a Giulio Ginanni sul lungarno Cellini a Firenze

Giulio Ginanni (Firenze, 29 gennaio 1903 – Milano, 31 luglio 1930) è stato un comico italiano, considerato il primo maestro del XX secolo della commedia in vernacolo toscano, che ispirò molti comici successivi, fino ai giorni nostri. Morì in seguito alle complicazioni per un pestaggio da parte di uno squadrone fascista, in risposta a un suo monologo considerato critico del regime.

## Biografia
Manifestò sin dalla tenera età un vivo interesse per l'arte recitativa, declamando poesie e testi tra le mura domestiche, e approdando già all'età di quindici anni nella compagnia di teatro vernacolare Lacchini. In seguito, si unì alla compagnia di Ermete Zacconi, il quale lo indirizzò verso il genere comico, riconoscendo in lui un talento per l'intrattenimento da avanspettacolo, antesignano del cabaret. Così, Ginanni fondò una propria compagnia di varietà e, in soli due anni di attività, compose e interpretò numerosi monologhi comici che conquistarono il pubblico, grazie anche all'incisione su dischi 78 giri.
I suoi monologhi ironizzavano su figure e situazioni dell'epoca, e riscossero successo in molti teatri di Firenze, dove riscosse grande successo. Vinse anche un concorso indetto dalla Metro Goldwyn Mayer per trovare il successore di Rodolfo Valentino, dopo la scomparsa del divo italo-americano nel 1926, e forse se non fosse stato per la sua prematura scomparsa avrebbe potuto avviare una carriera cinematografica di successo.
Un suo monologo di satira politica intitolato Il sindaco  risultò particolarmente provocatorio per il regime fascista, causando infine il fatale pestaggio di Ginanni. Sebbene oggi, riascoltato, appaia innocuo, esso era nell'interpretazione dal vivo era arricchito di spunti satirici e allusioni a personaggi dell'epoca, risultando come una freccia avvelenata diretta contro il regime.
Un gruppo di fascisti lo minacciò infatti, prima conducendolo con la forza in una cantina adornata con simboli fascisti per fargli comprendere che la sua satira stava diventando inaccettabile per il regime, e poco tempo dopo aggredendolo con violente percosse. È probabile che le lesioni riportate in quell'occasione, benché non diagnosticate all'epoca, provocarono danni agli organi interni causando un'emorragia interna, che gli fu fatale alcune settimane dopo, mentre si trovava a Milano per registrare nuovi dischi. Ricoverato in ospedale, Ginanni si spense il 31 luglio 1930, assistito dalla sua fidanzata Rina.

## Retaggio
Dopo alcuni decenni di oblio, Giulio Ginanni tornò alla luce grazie alla pubblicazione del libro Giulio Ginanni. Monologhi e creazioni dalla libreria-casa editrice Chiari. Quest'opera, parte della collana La Commedia fiorentina del Centro studi tradizioni popolari toscane, raccolse i suoi monologhi. Alessandro Bencistà, presidente del centro studi, affermò che Ginanni fu una delle figure più amate del teatro vernacolare fiorentino e che la sua genialità si espresse al meglio nel varietà. Bencistà sottolineò la maestria di Ginanni nell'improvvisazione e nel divertire il pubblico con le sue imitazioni di artisti e l'uso del dialetto. Sicuramente Ginanni attinse al teatro popolare vernacolare venuto prima di lui, a Stenterello per intendersi, ma fu uno dei primi ad elevarne lo stile in chiave moderna e a diffonderlo attraverso i nuovi strumenti tecnologici. 
In questo senso Ginanni può essere considerato un precursore del teatro e del cabaret contemporaneo. Grazie alle incisioni, la sua cadenza, l'uso del vernacolo nell'evocare il riso, il ricorso a forme popolari come gli stornelli, lo resero un punto di riferimento per molti artisti successivi, quali Giovanni Nannini, Narciso Parigi, Riccardo Marasco e, in tempi più recenti, Roberto Benigni. 
Nel 2005 il Comune di Firenze gli ha dedicato una lapide sulla sua casa in lungarno Cellini 49-51.